# Pitkäjärvi (sjö i Mäntyharju, Södra Savolax)
Pitkäjärvi är en sjö i kommunen Mäntyharju i landskapet Södra Savolax i Finland. Sjön ligger 100,9 meter över havet. Arean är 26 hektar och strandlinjen är 5,86 kilometer lång.  Den  ingår i Kymmene älvs huvudavrinningsområde.  Sjön ligger omkring 50 kilometer sydväst om S:t Michel och omkring 160 kilometer nordöst om Helsingfors. 
I sjön finns ön Pitkänsaari. 